# Albert (película)
Albert es un telefilme animado estadounidense de 2016 producido por Nickelodeon y distribuido por Paramount Television. Fue estrenado el 9 de diciembre de 2016 y se convirtió en el primer telefilme animado de Nickelodeon. Relata la historia de Albert, un abeto de douglas que inicia una aventura para convertirse en el más famoso árbol de Navidad de su ciudad.
Contó con un reparto de voces conformado por Bobby Moynihan como Albert, Sasheer Zamata, Judah Friedlander, Cheri Oteri, Rob Riggle y Tom Kenny, entre otros. Fue añadida además al catálogo de la plataforma de streaming Paramount+.

## Reparto de voces

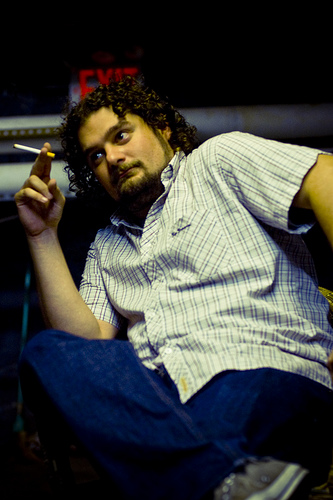
El actor y comediante Bobby Moynihan interpretó el papel principal de Albert en la película

- Bobby Moynihan es Albert
- Sasheer Zamata es Maisie
- Judah Friedlander es Gene
- Cheri Oteri es Linda
- Rob Riggle es Cactus Pete/Roy
- Tom Kenny es Horton
- Breanna Yde es Molly
- John DiMaggio es Donny
- Mary Pat Gleason es Earth Mama

## Estreno
Albert se estrenó en Nickelodeon el 9 de diciembre de 2016 y en Nicktoons un día después. Fue estrenado en formato de DVD el 14 de noviembre de 2017 por Paramount Home Entertainment.